# Bocchigliero
Bocchigliero est une commune de la province de Cosenza, dans la région de Calabre, en Italie.

## Administration
| Période                                  | Période  | Identité          | Étiquette | Qualité |
| ---------------------------------------- | -------- | ----------------- | --------- | ------- |
| 14 juin 2004                             | En cours | Luigi De Vincenti |           |         |
| Les données manquantes sont à compléter. |          |                   |           |         |

### Hameaux
Calamitti

### Communes limitrophes
Campana, Longobucco, Pietrapaola, San Giovanni in Fiore, Savelli

## Fêtes
- 5 août : Madonna da Jesu
- 21 août : San Rocco